# Гепатомегалия

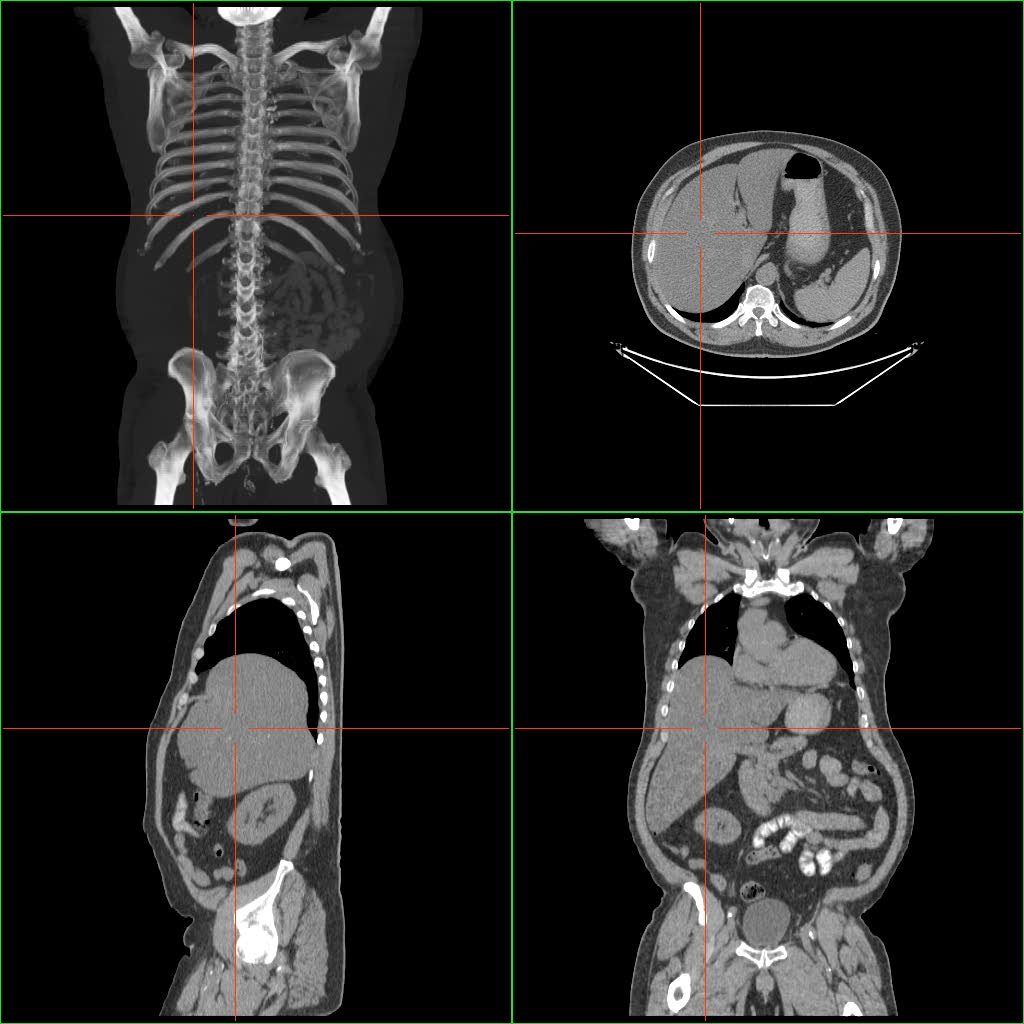
Компьютерная томография гепатомегалии

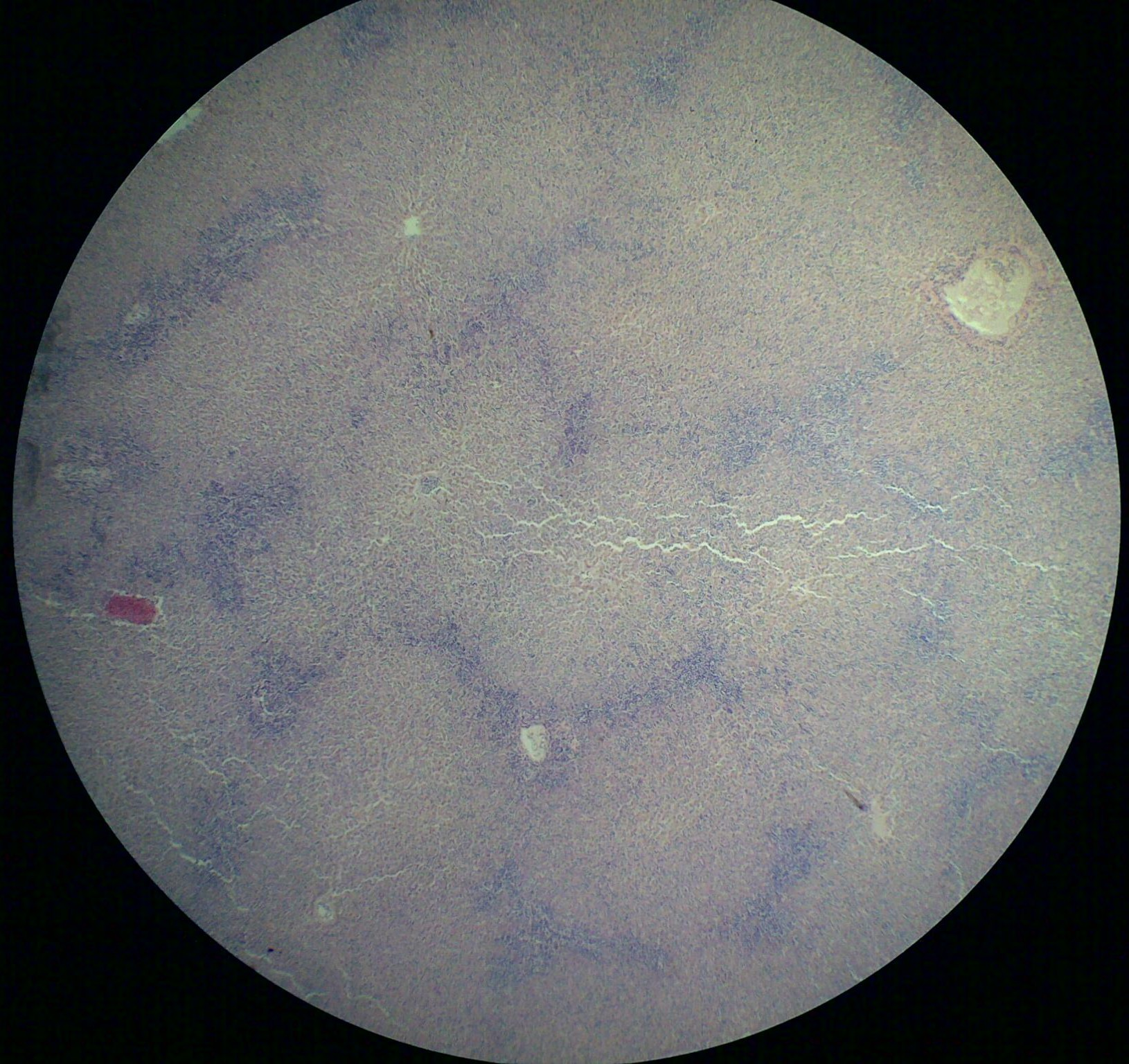
Инфильтрированная лейкоцитами печень при миелолейкозе

Гепатомегали́я — патологическое увеличение размеров печени.
Гепатомегалия характерна для многих заболеваний печени, в частности, для вирусного гепатита, для алкогольного жирового гепатоза и др. Также гепатомегалия часто наблюдается при застойной сердечной недостаточности. В этом случае гепатомегалия наблюдается как следствие застоя крови в системе воротной вены печени и переполнения кровью печёночных венозных синусов. Гепатомегалия также может наблюдаться при хронических инфекциях, интоксикациях, в обезвреживании которых печень играет не последнюю роль, и при таких инфекциях, возбудители которых могут паразитировать в печени (например, при малярии). Гепатомегалия бывает и при опухолевой инфильтрации печени — как при первичной карциноме печени, так и при метастазах злокачественных опухолей других органов в печень.
Особенно выраженная гепатомегалия наблюдается при лейкозах и других гемобластозах, в результате массивной инфильтрации ткани печени злокачественными лейкозными или лимфобластными клетками, или в результате образования в печени очагов внекостномозгового (экстрамедуллярного) кроветворения. В этих случаях печень порой достигает огромных размеров, занимая более половины брюшной полости и иногда достигая веса порядка 10—20 кг.

## Определение
Если размер печени по l. medioclavicularis dextra превышает 12 см или пальпируется левая доля в эпигастральной области, говорят об увеличении печени. Важно исключить опущение печени (например, при хронической обструктивной болезни лёгких или вздутии правого лёгкого) или расположение в правом верхнем квадранте других тканей (увеличенный желчный пузырь, опухоль почки или кишки). Размеры печени лучше определить посредством КТ или УЗИ. Важно оценить контуры и рисунок ткани органа; Увеличение тех или иных участков ткани; «каменистая» консистенция предполагает наличие опухоли; боль при пальпации говорит о воспалении (гепатит) или быстром увеличении размеров органа (недостаточность правого сердца, синдром Бадда — Киари, жировая инфильтрация).

## Важнейшие причины гепатомегалии
- Сосудистый застой: недостаточность правого сердца (включая поражение трёхстворчатого клапана), болезнь Бадда-Киари
- Инфильтративные процессы: накопление жира («жирная» печень, например, этанол, диабет, избыточное парентеральное питание, беременность), лимфома или лейкоз, экстрамедуллярное кроветворение, амилоидоз, гранулёматозный гепатит (вызванный туберкулезом, атипичными микобактериями, цитомегаловирус, саркоидозом), гемохроматоз, болезнь Гоше, гликогеноз
- Воспалительные заболевания: вирусный или медикаментозный гепатит, цирроз
- Опухоли: первичная карцинома, метастатический рак, очаговая узелковая гиперплазия, аденома печени
- Кисты: поликистоз
- Заболевания печени. Например, при дефиците лизосомной кислой липазы гепатомегалия наблюдается у 87 % больных.